# Siphocampylus radiatus
Siphocampylus radiatus är en klockväxtart som beskrevs av Henry Hurd Rusby. Siphocampylus radiatus ingår i släktet Siphocampylus och familjen klockväxter.
Artens utbredningsområde är Bolivia. Inga underarter finns listade i Catalogue of Life.